# Бєлишев Іван Олексійович
Іван Олексійович Бєлишев (1902, село Мала Журавинка, тепер Рязанської області Російська Федерація — 1942, район села Путілово Волховського району Ленінградської області, тепер Російська Федерація) — радянський діяч, секретар Миколаївського і Тарнопільського обласних комітетів КП(б)У. Депутат Тарнопільської обласної ради депутатів трудящих 1-го скликання.

## Біографія
Народився в родині бідного селянина-каменяра. Працював чорноробом у приватного торгівця, наймитував. До 1922 року — підручний слюсаря станції Ряжськ, де вступив до комсомолу.
З 1922 року — в Червоній армії: кавалерист особливого ескадрону в місті Рязані. З грудня 1922 року служив на Балтійському флоті, а з 1925 до 1927 року — в Амурській військовій флотилії на Далекому Сході.
Член РКП(б) з 1925 року.
У 1934 році закінчив Московський плановий інститут.
Перебував на відповідальній радянській та партійній роботі. Працював в політичному відділі радгоспу. 
З 1938 до лютого 1939 року — 1-й секретар Голопристанського районного комітету КП(б)У Миколаївської області.
З лютого по листопад 1939 року — 3-й секретар Миколаївського обласного комітету КП(б)У.
27 листопада 1939 — липень 1941 року — 3-й секретар Тарнопільського обласного комітету КП(б)У.
З липня 1941 року — в Червоній армії, учасник німецько-радянської війни. Служив заступником начальника політичного відділу 2-ї ударної армії. Загинув у 1942 році під час боїв у районі села Путілово Волховського району Ленінградської області РРФСР.

## Звання
- старший батальйонний комісар